# 12848 Agostino
12848 Agostino (1997 NK10) là một tiểu hành tinh vành đai chính được phát hiện ngày 10 tháng 7 năm 1997 bởi A. Boattini ở Campo Imperatore.